# わすれものばんちょう
「わすれものばんちょう」は、2000年7月7日にリリースされたドリームズ・カム・トゥルーのシングル。

## 概要
- 同グループ初の子供向けシングル。
- 今まで「DREAMS COME TRUE」名義で活動をしてきたが、このCDは「ドリームズ・カム・トゥルー」名義で発売。
- 全曲このシングルのみに収録。
- EPサイズのジャケットになっている[1]。
- CD EXTRA仕様[1][2]。子供向けインターネットコミュニティ「マグネット」内に開設された『わすれものばんちょうワールド』へのリンクと、ISPのドリームネットへの入会ソフトが収録されている。いずれもサービスは終了している。

## 収録曲
1. 「こんにちは」
  - 吉田が「こんにちは」と言うだけで、わずか5秒で終わる。このような例は、1stアルバム「DREAMS COME TRUE」の「Hi,How're you Doin'?」がある。
2. わすれものばんちょう
  - NHK教育『それゆけこどもたい』オープニングテーマ。
  - ミュージックビデオが作られたが、商品化されていない。
3. おどれ! わすれものばんちょう
4. うたえ! わすれものばんちょう
  - 1991年にコンピレーションアルバムに「笑顔の行方」のカラオケが収録されたことがあったが、ドリカムが発表したシングル収録曲としては、2013年までは唯一のカラオケバージョンだった。2013年のシングル「この街で」に、また翌2014年の「AGAIN」にもInstrumental Versionが収録された。
5. 「ありがと」
  - 「こんにちは」同様、吉田が「ありがと」と言うだけである。